# Die Rugrats auf Achse
Die Rugrats auf Achse ist ein US-amerikanischer Abenteuerfilm aus dem Jahr 2003, der von Paramount Pictures und Nickelodeon Movies produziert wurde. Der Film basierte auf der Nickelodeon-Serie Rugrats und startete am 12. Februar 2004 in den deutschen Kinos. Es ist nach Rugrats – Der Film und Rugrats in Paris – Der Film der dritte Teil dieser Zeichentrick-Filmreihe.

## Handlung
Tommi Pickels macht im Traum einen Ausflug in den Dschungel und muss vor den wilden Tieren fliehen, die ihn angreifen wollen. Er fühlt sich groß und stark wie der Wildtierexperte Heinrich Stachelbeere und möchte einmal so werden wie er. Doch als er aufwacht, sitzt der wieder nur im Sandkasten mit den anderen Kindern. Seine große Schwester verhöhnen ihn, dass er sowieso nie ein echtes Abenteuer erleben werde. Es sei nur ein Windelbaby voller Träume. Das kränkt ihn und sein Großvater Lou tröstet ihn ein wenig. Tommis Eltern haben vor, für sieben Tage Urlaub im Südchinesischen Meer zu machen. Die Pickles sind so aufgeregt und voller Vorfreude, dass sie die Abfahrt des Schiffes verpassen. Da bietet ihnen Kapitän Stu Pickles an, in seinem kleinen Boot „MS Nancy“ hinterher zu reisen. Die zurückgebliebenen nehmen das Angebot an und macht sich die Pickles-Familie auf die Reise zusammen mit Familie Finster, den DeVilles, Susie Carmichael und Spike. Auf ihrer Reise geraten sie in ein Unwetter und erleiden Schiffbruch. Sie stranden auf einer unbewohnten Insel. Während die Erwachsenen auf der Suche nach Essbarem sich ins Inselinnere begeben, soll Stu auf die Kinder aufpassen. Da er aber so damit beschäftigt ist ein Signalfeuer zu entfachen, bemerkt er nicht, wie die Rasselbande selber auf Expedition geht. Dabei erleben sie endlich richtige Abenteuer und treffen sogar auf Tommis Idol, Heinrich Stachelbeere, der zusammen mit seiner Frau und Tochter auf dieser Insel nach einem Nebelparder sucht. Er versucht die Kinder aus dem Dschungel zu bringen, wo zu viele Gefahren auf sie lauern. So dauert es nicht lange und der Nebelparder erscheint und macht Jagd auf die Kinder. Tommi ist sich sicher, dass ihnen gar nichts passieren kann, wenn der große Heinrich Stachelbeere bei ihnen ist. Sie suchen in einer Höhle Schutz, wo sie von Angelica gefunden werden, die sich nach dem Verschwinden der Babys auf die Suche nach ihnen gemacht hat. Dabei war sie in das Camp der Stachelbeerfamilie geraten und ist dort mit deren U-Boot auf die Reise gegangen und so in den unterirdischen Höhlensee gelangt. Gemeinsam machen sie sich auf den Weg zurück zu ihren Eltern, die schon am Strand aufgeregt auf sie warten. Nachdem sie auf ihrer Unterwasserfahrt weitere gefährliche Abenteuer erleben, sind ihre Eltern überglücklich, alle ihre Kinder wohlbehalten zurückzuhaben. Mithilfe des Funkgeräts, welches die Stachelbeerfamilie auf ihrer Expedition mit dabei hat, können sie Hilfe rufen und von der Insel zurück nach Hause kommen.

## Rezeption
Kino.de meint zu diesem Film: „Die Vielzahl von Figuren lässt das Geschehen besonders für die kleinen Zuschauer hier allerdings etwas unübersichtlich und verwirrend wirken. Für Erwachsene werden eine Reihe von Filmreferenzen eingebaut, die von ‚Titanic‘ über ‚Die Höllenfahrt der Poseidon‘ zu ‚Planet der Affen‘ reicht. An ‚Robinson Crusoe‘,Verschollen – Cast Away‘ und vor allem an TV-Klassiker ‚Gilligan’s Island‘ erinnert natürlich die Prämisse, welche die ‚Rugrats‘-Familien auf Schiffskutter-Reise auf einer scheinbar verlassenen Insel stranden lässt.“ Ansonsten könne „der vergleichsweise rudimentäre Animationsstil […] dem neuesten Pixar-Blockbuster ‚Findet Nemo‘ natürlich nicht annähernd das Wasser reichen.“

## Synchronisation
| Figur                                 | Originalsprecher | deutscher Sprecher |
| ------------------------------------- | ---------------- | ------------------ |
| Chuckie Finster                       | Nancy Cartwright | Eva Michaelis      |
| Tommy Pickels                         | Elizabeth Daily  | Angela Quast       |
| Kimi Finster                          | Dionne Quan      | Verena Herkewitz   |
| Angelica Pickels                      | Cheryl Chase     | Monika Barth       |
| Heinrich Stachelbeere                 | Tim Curry        | Eberhard Haar      |
| Grandpa Lou Michaels                  | Joe Alaskey      | Peter Weis         |
| Charlotte Pickles                     | Tress MacNaille  | Isabella Grothe    |
| Drew Pickles / Charles 'Chaz' Finster | Michael Bell     | Achim Schülke      |
| Didi Pickles                          | Melanie Chartoff | Katja Brügger      |
| Kiara Finster                         | Julia Kato       | Marion Elskis      |
| Howard DeVille                        | Phil Proctor     | Gerhart Hinze      |
| Stuart 'Stu' Pickles                  | Jack Riley       | Wolf Frass         |
| Dylan Pickles                         | Tara Strong      | Tanja Schumann     |
| Susie Carmichael                      | Cree Summer      | Daniela Reidies    |
| Debbie Stachelbeere                   | Danielle Harris  | Anne Moll          |
| Marianne Stachelbeere                 | Jodi Carlisle    | Ela Nitzsche       |
| Eliza Stachelbeere                    | Lacey Chabert    | Angela Quast       |
| Donnie Stachelbeere                   | Flea             | Celine Fontanges   |
| Darwin                                | Tom Kane         | Holger Potzern     |
| Spike                                 | Bruce Willis     | Manfred Lehmann    |
| Dr. Lipschitz                         | Tony Jay         | Douglas Welbat     |
| Toa                                   | Ethan Phillips   | Frank Lüthe        |
| Siri                                  | Chrissie Hynde   | Marion von Stengel |